# Стигмати

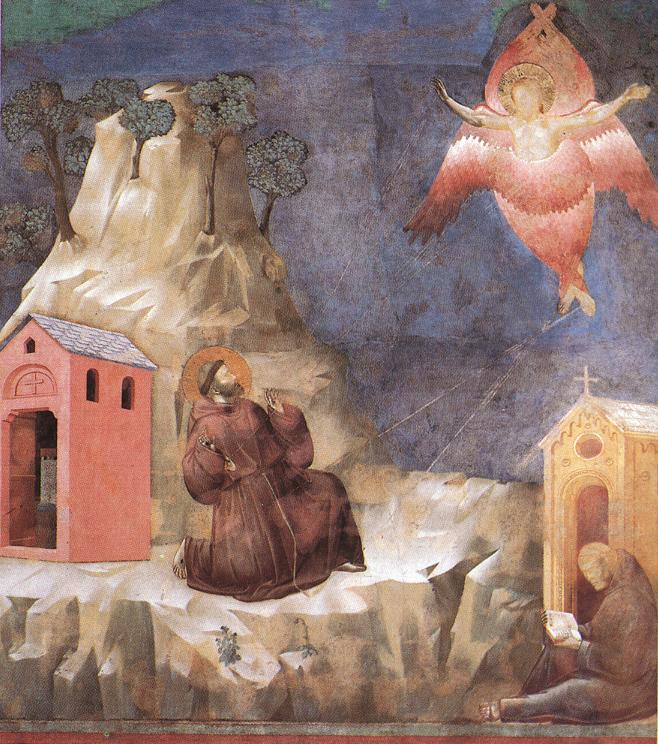
Джотто: Легенда Святого Франциска: Отримання стигмат

Стигма́ти (грец. στίγματος, «знаки, виразки, рани») — хворобливі рани, що відкриваються і кровоточать на тілі деяких глибоко релігійних християн і відповідають ранам розіп'ятого Христа. Впродовж XIX–XX століть було висунено низку раціональних пояснень появи стигматів.
Стигмати були незнаними до XIII століття, Святий Франциск Ассізький став першим святим, чий випадок у 1224 році був задокументований та визнаний церквою. 
Феномен стигматів поширений передусім у Римо-католицькій церкві, котра втім обережно ставиться до нього. В православній церкві стигмати тлумачаться у зв'язку з емоційними переживаннями та як хибні дива.

## Види стигматів

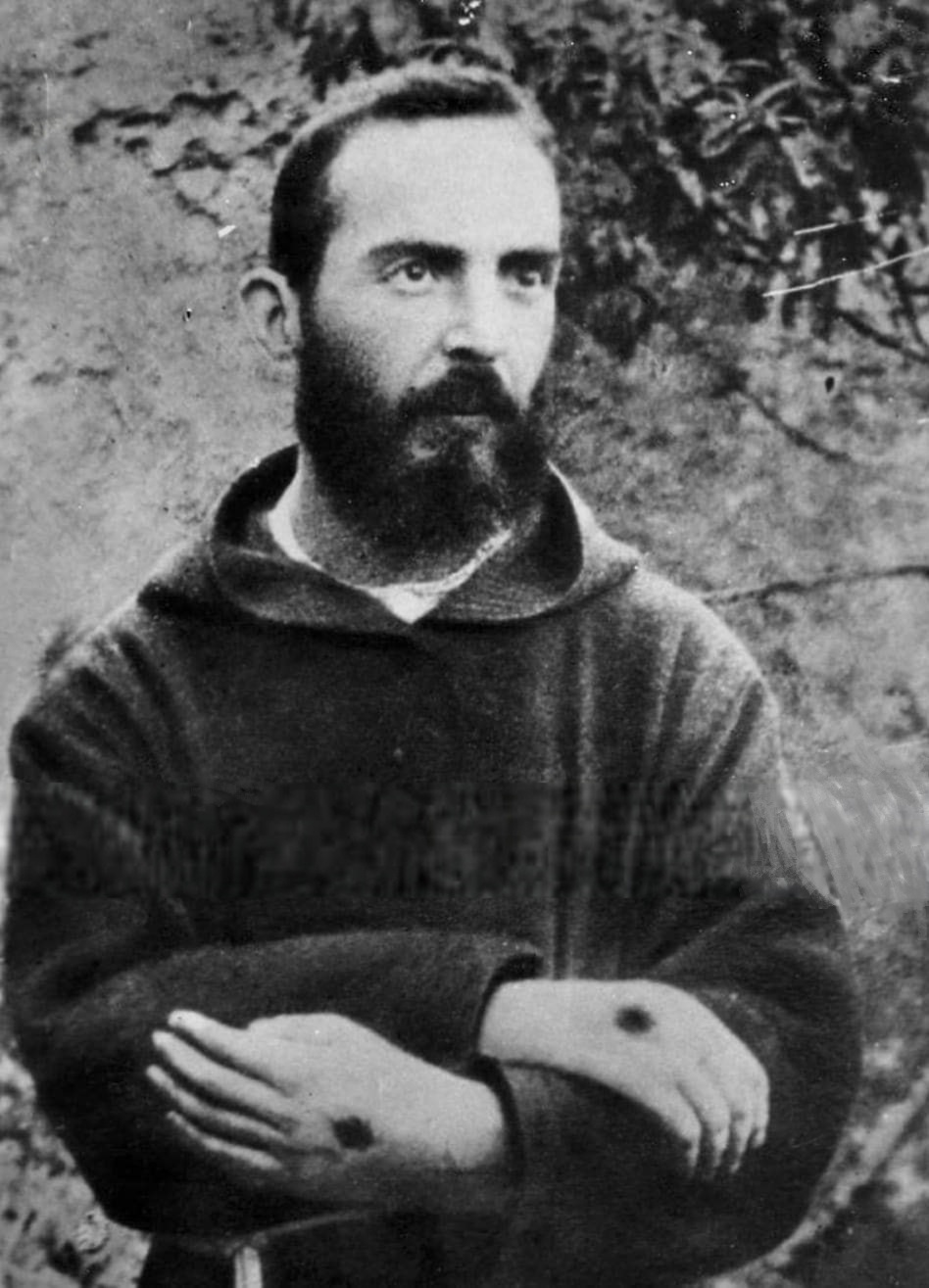
Святий Піо зі стигматами

Найчастіше стигмати відповідають «п'яти ранам Христа»: на долонях або зап'ястях, на ступнях — де тіло Христа було пробито цвяхами, і на боці — куди було завдано рани списом. Іноді вони з'являлися і на інших частинах тіла: на лобі — як сліди від шипів тернового вінця, плечах і спині — як слід від носіння хреста, як кривавий піт чи сльози. Стигмати можуть бути наскрізними, ніби тіло пробите невидимими цвяхом, або й самі набувати вигляду цвяхів. В деяких стигматиків рани кровоточать постійно, у інших — періодично. На відміну від звичайних ран стигмати не піддаються лікуванню, але і не призводять до ускладнень.
Іноді до стигматів зараховують рани, що виникають всередині тіла. Наприклад, шрами, котрі виявляються на серцях святих.

## Пояснення стигматів
Жан-Мартен Шарко вважав, що емоційні переживання, особливо у жінок, часто супроводжуються порушенням роботи залоз внутрішньої секреції, що може спричиняти мимовільну появу виразок і ран. Його думку поділяв Іван Павлов, стверджуючи, що самонавіювання здатне змінювати відчуття болю, небезпеки, роблячи уявні процеси організму реальними за своїми проявами.
У 1933 році Альфред Лехлер у книзі «Загадка Коннерсройта» описав як проводив експерименти з викликання стигматів у людей дією гіпнозу. Йому вдалося викликати в піддослідних кривавий піт, криваві сльози, сліди, наче від тернового вінця, і напухлість плеча, як від носіння хреста. Леон Шерток також вивчав появу ран та опіків під впливом навіювання. Згідно з його дослідженнями, подібний ефект може досягатися, коли людина перебуває в сильному потрясінні. Наприклад, організм людини, переконаної, що до неї торкаються гарячим предметом (який насправді звичайної температури), реагує на доторк так, як це відбувалося б при реальному опіку — болем, почервонінням, появою пухирів тощо. Також занурена у власні переживання людина здатна несвідомо завдавати собі поранень, що не може потім згадати.
Донован Гілтон Рокліфф у книзі «Психологія окультизму» (1952) вважав, що стигмати — це «топоалгічні галюцинації» — болі без видимих ушкоджень, які виникають внаслідок неврозу. Появи при цьому ран і крові Рокліфф визначав містифікаціями.
Поява шрамів на серцях осіб, визнаних святими, пояснюється наслідками інфарктів. Це зокрема підтверджують свідчення самих осіб про «пронизування» серця.

## Ставлення церкви
Феномен стигматів існує переважно у лоні Католицької церкви, що пов'язується зі специфічною формою католицького містицизму. В католицизмі стигмати визнаються реальними, проте вони не є підставою для канонізації людини як святої. Пояснюються радше особистим прагненням людини долучитись до жертви Ісуса Христа, розділити з Ним страждання, ніж виявом обраності Богом. У той же час визнається, що поява стигматів можлива здебільшого в духовно розвинених людей, здатних настільки сильно співпереживати Христові страждання, що це отримує фізичні прояви. Відомі історичні випадки викриття містифікацій стигматів і покарання інквізицією за їх підробку. Нині керівництво Церкви завжди долучає до дослідження стигматів висновки незалежних медиків аби підтверджувати, що стигмати не є наслідком самокалічення чи хвороби.
Православна церква також визнає випадки стигматів і знає їх у своєму середовищі. Але тлумачить їх появу як хибні чудеса, що мають своїм джерелом не Божу волю, а є наслідок певних емоційних станів віруючого, зокрема підсилених в католиків їхньою ментальністю.

## Відомі стигматики
Відомі європейські стигматики:
- Франциск Ассізький
- Катерина Сієнська
- Піо з П'єтрельчини (Отець Піо)
- Тереза Нойманн
- Златко Судац

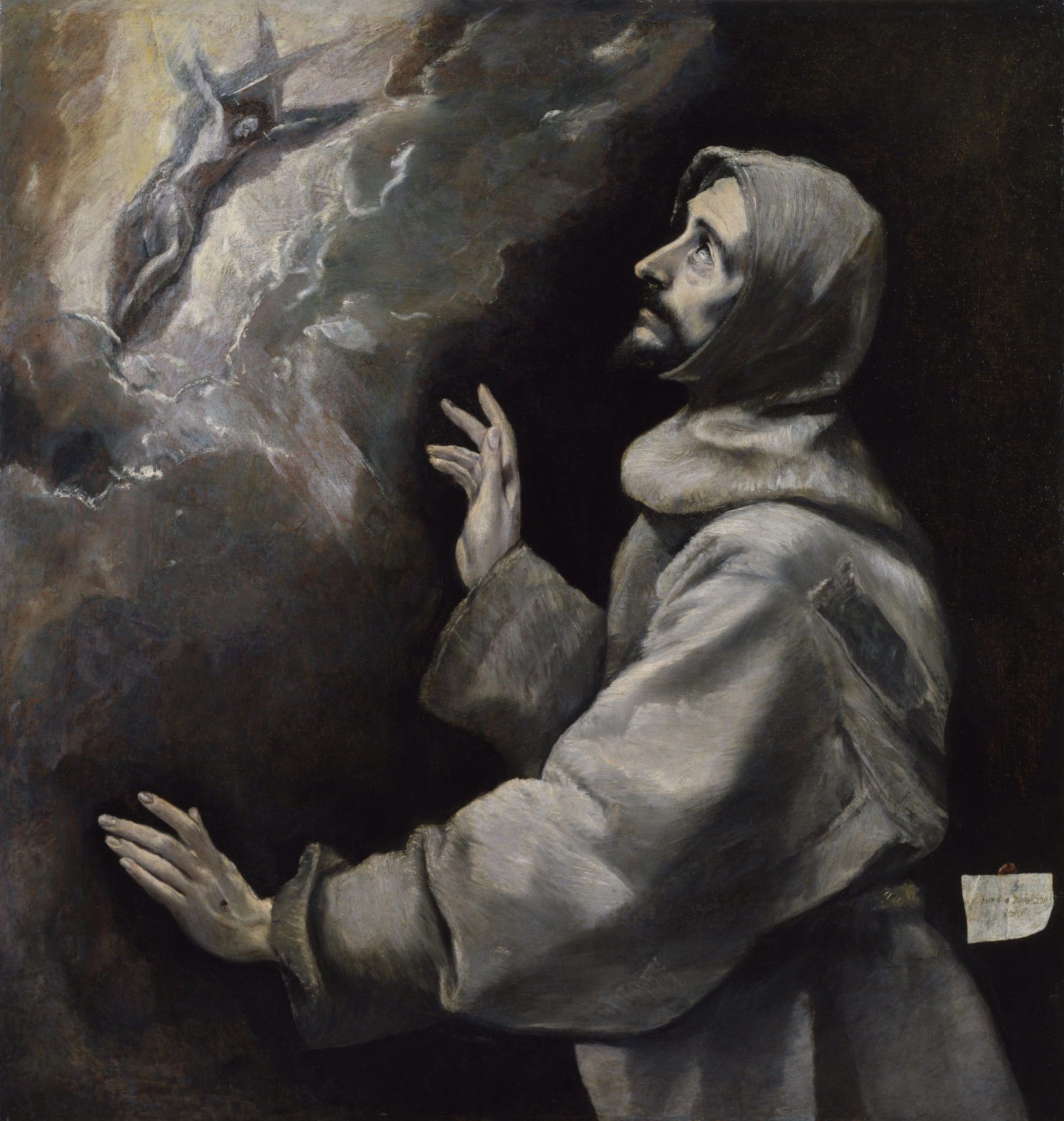
Ель Греко: Святий Франциск отримує стигмати

Відомо багато українських стигматиків, це греко-католики, серед них найвідоміші:
- Настя Волошин
- Степан Навроцький
- Евстахія Бохняк

Інші українські стигматики:
- Софія Гачинська